# Dobrzyniewo Duże
Dobrzyniewo Duże is een plaats in het Poolse district  Białostocki, woiwodschap Podlachië. De plaats maakt deel uit van de gemeente Dobrzyniewo Duże en telt 1200 inwoners.